# Witkeelprinia
De witkeelprinia (Schistolais leucopogon; synoniem: Prinia leucopogon) is een zangvogel uit de familie Cisticolidae.

## Verspreiding en leefgebied
Deze soort komt voor in centraal Afrika en telt twee ondersoorten:
- S. l. leucopogon: van zuidoostelijk Nigeria tot westelijk en zuidelijk Congo-Kinshasa, noordelijk Zambia en noordelijk Angola.
- S. l. reichenowi: van zuidoostelijk Soedan en oostelijk Congo-Kinshasa tot westelijk Kenia en westelijk Tanzania.

## Status
De grootte van de populatie is niet gekwantificeerd maar de soort wordt omschreven als schaars tot vrij algemeen. Op de Rode lijst van de IUCN heeft deze soort de status niet bedreigd.